# Christina Hoff Sommers
Christina Hoff Sommers (Petaluma, Califórnia, 1950) é uma escritora e filósofa estadunidense, conhecida por sua crítica ao feminismo do final do século XX e por seus escritos sobre feminismo na cultura contemporânea dos Estados Unidos. Seus livros mais amplamente discutidos são Who Stole Feminism?: How Women Have Betrayed Women ('Quem roubou o feminismo? Como mulheres traíram as mulheres') e The War Against Boys ('A guerra contra os meninos'). Embora seus críticos a caracterizem como antifeminista, Sommers se autodescreve como uma “feminista de igualdade” que combate o feminismo contemporâneo por sua suposta hostilidade contra os homens.

## Carreira
Sommers graduou-se  na Universidade de Nova York em 1971 e recebeu o título Phi Beta Kappa (uma honraria acadêmica estadunidense oferecida a graduados que se formam com louvor). Concluiu seu doutorado em filosofia na Universidade Brandeis em 1979. Lecionou ética na Universidade Clark , em Worcester e hoje é acadêmica residente no Instituto Empresarial Estadunidense para Pesquisas em Políticas Públicas (AEI). Também é membro da Turma de Conselheiros da apartidária Fundação para Direitos Individuais em Educação (FIRE). Ela tem ministrado conferências e participado em debates em diversas universidades.

## Livros
- 1986, Right and Wrong: Basic Readings in Ethics. ISBN 0-15-577110-8.

- 1995, Who Stole Feminism?: How Women Have Betrayed Women ISBN 978-0-684-80156-8.

- 2000, The War Against Boys. ISBN 0-684-84956-9.

- 2003 (with Frederic Sommers), Vice & Virtue in Everyday life. ISBN 978-0-534-60534-6.

- 2006 (with Sally Satel, M.D.), One Nation Under Therapy. ISBN 978-0-312-30444-7.

- 2009 The Science on Women in Science. ISBN 978-0-8447-4281-6